# San Juan la Isla
San Juan la Isla es una localidad del Estado de México, localizada en el municipio de Rayón.
San Juan la Isla se encuentra localizada en las coordenadas geográficas 19°07′49″N 99°34′16″O / 19.13028, -99.57111 y a una altitud de 2.580 metros sobre el nivel del mar, en el valle situado al sureste del Nevado de Toluca.
La distancia que lo separa de la capital del estado, la ciudad de Toluca de Lerdo es aproximadamente de 25 kilómetros hacia el sureste y se comunica con la zona urbana de Toluca mediante la Carretera Federal 55, que hacia el sur conduce hacia Ixtapan de la Sal.
De acuerdo al Censo de Población y Vivienda realizado en 2010 por el Instituto Nacional de Estadística y Geografía, la población total de San Juan la Isla es de 2,244 habitantes, siendo éstos 1,087 hombres y 1,157 mujeres, es por tanto la segunda localidad por población del municipio de Rayón, tras la cabecera municipal, Santa María Rayón.
El 5 de agosto de 2010 la población fue inundada por una deslizamiento de lodo provocado por el desbordamiento del río Santiaguito, debido a las fuertes lluvias registradas en la región.